# Luca Boscoscuro
Luca Boscoscuro (Schio, 1971. december 27. –) korábbi olasz motorversenyző, 1995-ben Európa-bajnok. 1996-tól 2001-ig a MotoGP 250 köbcentiméteres géposztályában versenyzett, ahol legsikeresebb szezonjában tizedik helyet szerzett összetettben.